# Back to Bedlam
Back To Bedlam là album phòng thu đầu tay của nam ca sĩ người Anh James Blunt. Album này được thu âm tại Los Angeles và được sản xuất bởi Tim Rothrock (Beck, Elliot Smith, Badly Drawn Boy) rồi phát hành vào ngày 13 tháng 6 năm 2005 và trở thành album bán chạy nhất năm 2005 tại đảo quốc sương mù. Back to Bedlam cho thấy James Blunt có một cuộc sống khác đầy cảm xúc ngay cả một thời gian ngắn anh phục vụ quân đội (một phần của NATO) ở Kosovo. Single "High" cũng được kể đến.

## Danh sách ca khúc
1. High
2. You are beautiful
3. Wisemen
4. Goodbye my lover
5. Tears and Rain
6. Out of my mind
7. So long Jimmy
8. Billy
9. Cry
10. No Barvery

## Doanh số và chứng nhận
| Nước          | Vị trí cao nhất | Chứng nhận (nếu có) | Doanh số   |
| ------------- | --------------- | ------------------- | ---------- |
| Argentina     | 1               | 2x Bạch kim         | 80.000+    |
| Australia     | 1 (12 tuần)     | 4x Bạch kim         | 560.000+   |
| Áo            | 1 (2 tuần)      | Bạch kim            | 30.000+    |
| Bỉ            | 1 (3 tuần)      | Bạch kim            | 50.000+    |
| Canada        |                 | 6x Bạch kim         | 600.000+   |
| Đan Mạch      | 1 (3 tuần)      | 2x Bạch kim         | 80.000+    |
| Phần Lan      | 10              |                     |            |
| Pháp          | 2               | Kim cương           | 1.000.000+ |
| Đức           | 1 (1 tuần)      | 7x Vàng             | 700.000+   |
| Hy Lạp        | 1               | 2x Bạch kim         | 70.000     |
| Ireland       | 1 (14 tuần)     | 14x Bạch kim        | 210.000+   |
| Nhật          |                 | Bạch kim            | 250.000+   |
| México        |                 | Vàng                | 50.000+    |
| Hà Lan        | 2               | Bạch kim            | 80.000+    |
| New Zealand   | 1 (12 tuần)     | 7x Bạch kim         | 105.000+   |
| Na Uy         | 1 (5 tuần)      |                     |            |
| Bồ Đào Nha    | 2 (3 tuần)      | 2x Bạch kim         | 40.000+    |
| Tây Ban Nha   |                 | Bạch kim            | 80.000+    |
| Thụy Điển     | 1 (1 tuần)      | 2x Bạch kim         | 120.000+   |
| Thụy Sĩ       | 1 (10 tuần)     | 3x Bạch kim         | 120.000+   |
| Liên Hiệp Anh | 1 (10 tuần)     | 10x Bạch kim        | 3.045.780+ |
| Châu Âu       | NA              | 6x Bạch kim         | 6.000.000  |
| Hoa Kỳ        | 2               | 2x Bạch kim         | 2.200.000+ |